# آندره زولاگا
آندره زولاگا (انگلیسی: Andre Zuluaga؛ زادهٔ ۲۴ اوت ۲۰۰۳) بازیکن فوتبال اهل ایالات متحده آمریکا است.